# Canonische ordinatie
Canonische ordinatie (ook: gebonden ordinatie) is combinatie van  meervoudige lineaire regressie en ordinatie. De belangrijkste methoden zijn  redundantieanalyse (RDA, afgeleid als variant van hoofdcomponentenanalyse, PCA) en canonische correspondentieanalyse (CCA, afgeleid als variant van correspondentieanalyse, CA). De assen (eigenvectoren) van de canonische ordinatie zijn dan een lineaire combinatie van verklarende (onafhankelijke) variabelen en worden daaruit berekend door middel van meervoudige lineaire regressie. 

## Doel
Doel van de ordinatie is reductie van dimensies van gegevensverzameling: het opsporen van samenhang en onderliggende patronen in (grote) gegevensverzamelingen, de visualisatie van de resultaten, en vooral ook de verklaring van de gevonden samenhang aan de hand van onafhankelijke of van experimentele variabelen. Door ordinatie wordt ruis onderdrukt, de redundantie opgespoord en samengevat, en kunnen uitbijters snel worden herkend. Ruis is de in de gegevensverzameling optredende, niet verklaarbarbare, willekeurige variatie. Redundantie is de te verklaren, en de gezochte samenhang in de gegevens. 

## Toepassing
Ordinatie kan voor de statistische analyse van iedere verzameling multivariate objecten worden gebruikt, zowel bij beschrijvend, exploratief als bij experimenteel onderzoek, zoals ten behoeve van de datareductie. Afbeeldingen van deze rangschikking van objecten, ordinogrammen, geven een ruimtelijke voorstelling van de structuur van de onderzochte gegevensverzameling. Ordinatietechnieken worden daarvoor in de populatiebiologie of gemeenschapsecologie vaak gebruikt.